# 小行星6209
小行星6209（英語：6209 Schwaben）是一颗围绕太阳公转的小行星。1990年10月12日，佛蒙特·伯根、卢茨·D·施耐德在陶腾堡发现了此天体。
这颗小行星的绝对星等为202.69698等。